# Sandro Quintarelli
Sandro Quintarelli (Negrar, 23 settembre 1945) è un ex ciclista su strada italiano.

## Piazzamenti

### Grandi Giri
- Giro d'Italia

1969: 80º
1970: 91º
1973: 104º
1974: 77º
1975: 68º
1976: 75º
1977: 102º
- Tour de France

1971: 85º
1975: ritirato (15ª tappa)

### Classiche monumento
- Milano-Sanremo

1970: 92º
1973: 127º
- Giro di Lombardia

1969: 28º